# Volo TWA 355
Il volo TWA 355 è stato un volo della Trans World Airlines dirottato il 10 settembre 1976 da cinque "combattenti per la libera Croazia", un gruppo che lottava per l'indipendenza della Croazia dalla Jugoslavia.
Per una curiosa coincidenza l'incidente avvenne lo stesso giorno della collisione a mezz'aria di Zagabria.

## Il dirottamento
Il Boeing 727 decollò dall'Aeroporto LaGuardia di New York in direzione dell'Aeroporto Internazionale di Chicago-O'Hare di Chicago. I dirottatori erano Slobodan Vlašić, Zvonko Bušić, sua moglie Julienne Bušić, Petar Matanić e Frane Pešut. I dirottatori affermarono di avere una bomba con loro mentre prendevano il controllo dell'aereo al 95º minuto del suo volo.
Il gruppo portò l'aereo all'Aeroporto Internazionale di Montréal-Mirabel di Montréal per il rifornimento, e per avvertire i funzionari che avevano sistemato una bomba in un armadietto al Grand Central Terminal dandogli le istruzioni su come trovarla. Chiesero che fosse pubblicato un appello al popolo americano sull'indipendenza della Croazia sul New York Times, sul Washington Post, sul Chicago Tribune, sul Los Angeles Times e sull'International Herald Tribune. L'aereo fu quindi portato a Gander, Terranova, dove vennero rilasciati 35 dei suoi passeggeri. Da lì l'aereo fu accompagnato da un aereo più grande, sempre della TWA, che lo guidò fino a Keflavík, in Islanda. La destinazione europea iniziale dei dirottatori era Londra, ma il governo britannico rifiutò loro il permesso di sbarcare.
Durante il dirottamento il dispositivo al Grand Central Terminal è stato trovato e portato al poligono di tiro Rodman's Neck, dove la polizia tentò di disarmarlo piuttosto che farlo esplodere. Dopo aver posizionato uno strumento da taglio sui due fili attaccati al dispositivo, gli agenti si ritirarono in una fossa per vari minuti. Quando ne uscirono per continuare a smantellare l'ordigno, questo esplose e uccise l'ufficiale del dipartimento di polizia di New York Brian Murray, e ferì il collega Terrence McTigue.
L'aereo atterrò a Parigi dove i dirottatori si arresero dopo alcuni colloqui diretti con l'ambasciatore statunitense Kenneth Rush, e i loro presunti ordigni esplosivi si rivelarono falsi, semplici pentole a pressione. Quando la polizia portò via Julienne Bušić, il pilota dell'aereo l'abbracciò in segno di gratitudine per aver calmato i passeggeri durante il dirottamento.

## Incarcerazione
Frane Pešut scontò 12 anni di carcere prima di essere deportato in Croazia nel 2007. Petar Matanić e Slobodan Vlašić vennero rilasciati insieme a Pešut nel 1988. Julienne Bušić uscì l'anno dopo.
Negli anni '90 e all'inizio degli anni 2000, l'ultimo dirottatore rimasto in prigione era Zvonko Bušić. In diverse occasioni dopo l'indipendenza della Croazia, il presidente croato Franjo Tuđman fece appello al presidente americano Bill Clinton per il rilascio o il trasferimento di Bušić in Croazia. Nel 2003 il parlamento croato approvò una risoluzione sul trasferimento di Bušić in Croazia, presentata al Consiglio d'Europa. Anche il liberale Comitato Croato di Helsinki si occupò della causa per il rilascio di Bušić.
Il 7 giugno 2008 a Bušić fu concessa la libertà vigilata dopo 32 anni di reclusione. L'uomo è stato rilasciato sulla parola e deportato in Croazia, dove è stato accolto da circa 500 persone all'aeroporto di Zagabria. In mezzo alla folla c'erano Dražen Budiša, Anto Kovačević e Marko Perković, così come tutti e quattro gli altri dirottatori.
Julienne Bušić scrisse un libro intitolato Lovers and Madmen sul dirottamento e il suo amore per il capo dell'operazione.
Zvonko Bušic si suicidò il 1 settembre 2013 con un colpo di pistola nella sua casa di Rovanjska vicino a Zara; fu scoperto dalla moglie. Aveva 67 anni.

## Agenda-setting
L'Agenda-setting è un concetto creato e sviluppato da Max McCobs e dal Donald Shaw. È una funzione dei mass media che mette in luce questioni considerate più importanti a scapito di altre notizie. In questo modo, i media forzano l'attenzione su una certa questione. Per i gruppi terroristici, questa funzione è uno strumento chiave per comunicare un messaggio in una nazione o in tutto il mondo. I gruppi terroristici possono manipolare o costringere organizzazioni di media influenti, come il New York Times e il Washington Post, ad assisterli in questo. Prima del dirottamento del volo TWA 355, i criminali croati chiesero che i volantini venissero lanciati in tutte le grandi città per attirare l'attenzione sulle loro motivazioni e concordarono con alcuni giornali di utilizzare le loro dichiarazioni per riferire sulla questione.